# District Sysertski
Het district Sysertski (Russisch: Сысертский район) is een gemeentelijk district in het zuiden van de Russische oblast Sverdlovsk. Het bestuurlijk centrum is de gelijknamige stad Sysert, die op 43 kilometer ten zuiden van Jekaterinenburg ligt. In feite is het district een buitenwijk van de stad Jekaterinenburg.
Het district grenst in het noorden aan de stad Jekaterinenburg en de stad Aramil, in het zuiden aan het district Kaslinski van de oblast Tsjeljabinsk, in het westen aan de stad Polevskoj en in het oosten aan de districten Belojarski en Kamenski.

## Economie
De industrie in de regio werd opgestart aan het begin van de 18e eeuw onder leiding van mijnbouwingenieur Georg Wilhelm de Gennin. Momenteel vormt de industrie de belangrijkste economische sector. De grootste fabriek is Oeralgidromasj (uit 1732) in Sysert, dat vooral pompen en turbines fabriceert. Andere belangrijke bedrijven voor de regio zijn de isolatiefabriek van Bobrovski (elektrische isolatie, vernis en verf), de ijzerlegeringenfabriek van Dvoeretsjensk, een porseleinfabriek in Sysert en twee fabrieken voor bouwmaterialen. Daarnaast wordt ook landbouw (akkerbouw en veeteelt) bedreven in het district.

## Plaatsen
Op het grondgebied van het gemeentelijk district liggen 38 plaatsen. De belangrijkste hiervan zijn: